# IC 4292
IC 4292 — галактика типу S? (спіральна галактика) у сузір'ї Гідра.
Цей об'єкт міститься в оригінальній редакції індексного каталогу.